# Коливальна ланка

Коливальна ланка — поняття, що відноситься до Теорії автоматичного керування. Елемент системи автоматичного регулювання.
Коливальна ланка — ланка другого порядку — ланка, що має дві енергетичні ємності і в якій при подачі на вхід ступінчастого сигналу вихідна величина приходить до нового усталеного значення по експоненті другого порядку (аперіодична ланка другого порядку) або із згасаючим коливанням (коливальна ланка).
Рівняння коливальної ланки має вигляд:

{\displaystyle T_{2}^{2}(d^{2}x_{2}/dt^{2})+T_{1}(dx_{2}/dt)+x_{2}=kx_{1}},
де {\displaystyle x_{1}} — вхідна величина, {\displaystyle x_{2}} — вихідна величина, {\displaystyle T_{1}} і {\displaystyle T_{2}} — сталі часу; k — коефіцієнт передачі.
Передавальна функція коливальної ланки:
W(p)=k /Т2р2+Тр+1
На рис. наведено приклади фізичної реалізації коливальної ланки: а — коливальний контур з R, L, С параметрами і механічна система, що включає пружину і гідравлічний демпфер (б).
Амплітудно-фазова частотна характеристика коливальної ланки (рис. г) відрізняється тим, що її годограф захоплює від'ємну область дійсної осі координатного простору.
Коливальна ланка характеризується коефіцієнтом загасання ξ. При ξ < 1 ланка належить до коливального виду, при ξ = 1 ланка стає аперіодичною другого порядку, яку можна представити у вигляді двох типових ланок — аперіодичних першого порядку, з'єднаних послідовно.